# Avicularia fasciculata
Avicularia fasciculata é uma espécie de aranha pertencente à família Theraphosidae (tarântulas).